# Johan Nijsingh
Johan Nijsingh († 31 mei 1616 waarschijnlijk in Westerbork) was schulte van Westerbork.
Nijsingh was een zoon Luitge Nijsingh. Zijn vader was in 1566 door de Ridderschap  en Eigenerfden van Drenthe benoemd tot schulte van Westerbork. In 1575 benoemde ook Filips II zijn vader in deze functie. Nijsingh volgde zijn vader op als schulte van Westerbork. Volgens het Nederland's Patriciaat was hij al in 1588 in de functie van schulte van Westerbork werkzaam. Kymmell vermeldt dat hij voorkomt op een naamlijst van 1595 en op 3 februari 1614 nog werkzaam is als schulte van Westerbork. Hij werd in 1616 als schulte van Westerbork opgevolgd door zijn zoon Luitge.
Nijsingh was provisor van het Heilige Geesthuis te Groningen. Hij trouwde met Wemeltien Huigen (Jansen).  Nijsingh bezat huizen en landerijen in Westerbork en in Elp.